# Gwar
Gwar (zapis stylizowany: GWAR) – amerykańska heavymetalowa grupa muzyczna utworzona w 1985 roku. Zespół zyskał popularność dzięki swemu wyglądowi zaczerpniętemu z filmów grozy, a także z często niepoprawnych politycznie tekstów, poruszających tematy tabu.
Kostiumy wykonywane są z piany lateksowej, styropianu lub gumy i zazwyczaj są upodabniane do produktów spożywczych, takich jak surowe mięso, makaron, choć dodatkową dekoracją mogą być również wodorosty. Ponadto wizerunek wzbogacony jest o mocny makijaż. Dla zaakcentowania efektu ze strojów niejednokrotnie sączą się rozmaite substancje. Zespół stara się by występy miały charakter satyryczny. 3 listopada 2011 roku zmarł gitarzysta zespołu Cory Smoot (Flattus Maximus). Po śmierci frontmana i wokalisty Dave'a Brockiego w 2014 roku grupa działa bez żadnego z członków założycieli.

## Muzycy
Obecny skład zespołu
- Michael Bishop (Blothar) – gitara basowa, śpiew (od 2014), (Beefcake the Mighty) – gitara basowa (1987–1993, 1998–1999)
- Mike Derks (Balsac the Jaws of Death) – gitara, śpiew (od 1988)
- Brad Roberts (Jizmak Da Gusha) – perkusja (od 1989)
- Jamison Land (Beefcake the Mighty) – gitara basowa, śpiew (od 2011)
- Brent Purgason (Pustulus Maximus) – gitara, śpiew (od 2012)
- Bob Gorman (Bonesnapper) – śpiew (1995–1996, od 2014)
- Matt Maguire (Sawborg Destructo) – śpiew (1995–1996, od 2009)

Byli członkowie zespołu
- Joe Annaruma (Joey Slutman) – śpiew (1985–1986)
- Ben Eubanks (Johnny Slutman) – śpiew (1984)
- Dave Brockie (Oderus Urungus) – gitara (1984–1986), śpiew (1986–2014)
- Steve Douglas (Balsac the Jaws of Death) – gitara (1987–1988)
- Dewey Rowell (Flattus Maximus) – gitara (1987–1991)
- Pete Lee (Flattus Maximus) – gitara (1992–1998)
- Tim Harriss (Flattus Maximus) – gitara (1998–1999)
- Zach Blair (Flattus Maximus) – gitara (1999–2002)
- Cory Smoot (Flattus Maximus) – gitara (2002–2011)
- Russ Bahorsky (Mr. Magico) – gitara (1984)
- Ron Curry (Stephen Sphincter) – gitara (1985–1986)
- Greg Ottinger (Cornelius Carnage) – gitara (1986–1987)
- Todd Evans (Beefcake the Mighty) – gitara basowa (2002–2008)
- Casey Orr (Beefcake the Mighty) – gitara basowa (1994–1997, 1999–2002, 2008–2011)
- Chris Bopst (Balsac) – gitara basowa (1984–1987)
- Steve Hainesworth (Smegstak) – gitara basowa (1987)
- Jim Thomson (Hans Sphincter / Hans Orifice) – perkusja (1985–1987, 1989)
- Rob Mosby (Nippleus Erectus) – perkusja (1987–1988)
- Pete Luchter (Lee Beato) – perkusja (1989)

## Dyskografia
- Hell-O - 1988
- Scumdogs of the Universe - 1990
- The Road Behind EP - 1992
- America Must Be Destroyed - 1992
- This Toilet Earth - 1994
- Ragnarok - 1995
- Carnival of Chaos - 1997
- We Kill Everything - 1999
- Violence Has Arrived - 2001
- War Party - 2004
- Beyond Hell - 2006
- Lust In Space - 2009
- Bloody Pit of Horror - 2010[7]
- Battle Maximus - 2013
- The Blood Of Gods - 2017
- The New Dark Ages - 2022